# Henryk Sołkiewicz
Henryk Sołkiewicz (ur. 14 maja 1946) – polski wiceadmirał, doktor nauk wojskowych i inżynier techniki nawigacji. Jest morskim dyplomowanym oficerem okrętów podwodnych. Służył na różnych stanowiskach służbowych w jednostkach liniowych, szkolnictwie oraz sztabach w Marynarce Wojennej. Karierę zakończył w 2006, będąc szefem Sztabu Marynarki Wojennej.

## Wykształcenie
Henryk Sołkiewicz urodził się 14 maja 1946 w Przyłęku. W 1965 rozpoczął służbę w Marynarce Wojennej. Po 4 latach studiów na Wydziale Pokładowym w Wyższej Szkole Marynarki Wojennej w Gdyni otrzymał stopień podporucznika marynarki i tytuł inżyniera nawigatora statku morskiego. W latach 1973–1976 odbył studia podyplomowe w Akademii Marynarki Wojennej ZSRR w Leningradzie, a w 1981 uzyskał na tej uczelni tytuł doktora nauk wojskowych. W 1990 ukończył podyplomowe studia operacyjno-strategiczne w Akademii Obrony Narodowej w Warszawie.

## Służba wojskowa
Po promocji oficerskiej objął stanowisko oficera broni podwodnej na okręcie podwodnym ORP "Kondor". W 1971 został oficerem flagowym broni podwodnej dywizjonu Okrętów Podwodnych 3 Flotylli Okrętów. Od 1976 był starszym asystentem Katedry Sztuki Operacyjnej i Taktyki Rodzajów Sił Marynarki Wojennej, natomiast w 1981 został adiunktem Instytutu Dowódczo-Sztabowego w Wyższej Szkole Marynarki Wojennej. Od 1986 zajmował stanowisko zastępcy Szefa Oddziału Operacyjnego Sztabu Marynarki Wojennej, a w 1990 objął funkcję szefa Oddziału Rozpoznania Sztabu Marynarki Wojennej. W 1996 został szefem Oddziału Operacyjnego, a dwa lata później szefem Sztabu Logistyki Marynarki Wojennej. Od 2000 pracował jako asystent szefa Sztabu Marynarki Wojennej. W latach 2002–2006 był szefem Sztabu Marynarki Wojennej, po czym w styczniu 2006 odszedł w stan spoczynku.
W okresie pełnienia funkcji ministra obrony narodowej przez Antoniego Macierewicza odszedł ze stanowiska profesora wizytującego AMW.
| Był awansowany na kolejne stopnie oficerskie:                                                                               |                                                                                               |
| - podporucznika marynarki – 1969 - porucznika marynarki – 1972 - kapitana marynarki – 1976 - komandora podporucznika – 1981 | - komandora porucznika – 1985 - komandora – 1989 - kontradmirała – 2002 - wiceadmirała – 2005 |

## Odznaczenia
- Krzyż Oficerski Orderu Odrodzenia Polski (2002)[4]
- Krzyż Kawalerski Orderu Odrodzenia Polski
- Złoty Krzyż Zasługi
- Złoty Medal „Siły Zbrojne w Służbie Ojczyzny”
- Srebrny Medal Siły Zbrojne w Służbie Ojczyzny
- Brązowy Medal Siły Zbrojne w Służbie Ojczyzny
- Złoty Medal „Za zasługi dla obronności kraju”

## Życie prywatne
Jest żonaty i ma dwójkę dzieci – córkę i syna. Z zamiłowania jest wędkarzem i zbieraczem grzybów.